# Liga ACB 2000-2001
La Liga ACB 2000-2001 è stata la 45ª edizione del massimo campionato spagnolo di pallacanestro maschile.
Il torneo si compone di diciotto formazioni, che si affrontano in un unico girone all'italiana con partite di andata e ritorno. Le prime otto si qualificano per i play-off per il titolo nazionale, disputati al meglio delle cinque gare con la prima e la terza e la quinta in casa della meglio classificata al termine della stagione regolare. Le ultime due retrocedono in Liga LEB.
L'FC Barcelona, primo al termine della stagione regolare, vince il suo dodicesimo titolo nazionale in finale dei play-off sul Real Madrid CF, secondo dopo le trentaquattro giornate.

## Risultati

### Stagione regolare
|     | Squadra                   | G  | V  | P  | PF    | PS    | Pt. | Qualificazione    |
| --- | ------------------------- | -- | -- | -- | ----- | ----- | --- | ----------------- |
| 1.  | FC Barcelona              | 34 | 29 | 5  | 3.055 | 2.613 | 63  | playoffs          |
| 2.  | Real Madrid               | 34 | 27 | 7  | 2.788 | 2.519 | 61  | playoffs          |
| 3.  | TAU Cerámica              | 34 | 27 | 7  | 2.888 | 2.452 | 61  | playoffs          |
| 4.  | Unicaja Málaga            | 34 | 27 | 7  | 2.883 | 2.582 | 61  | playoffs          |
| 5.  | Pamesa Valencia           | 34 | 22 | 12 | 2.760 | 2.622 | 56  | playoffs          |
| 6.  | Adecco Estudiantes        | 34 | 21 | 13 | 2.767 | 2.698 | 55  | playoffs          |
| 7.  | Jabones Pardo Fuenlabrada | 34 | 20 | 14 | 2.752 | 2.669 | 54  | playoffs          |
| 8.  | Fórum Valladolid          | 34 | 16 | 18 | 2.759 | 2.795 | 50  | playoffs          |
| 9.  | Casademont Girona         | 34 | 15 | 19 | 2.733 | 2.797 | 49  |                   |
| 10. | Cáceres Club Baloncesto   | 34 | 14 | 20 | 2.650 | 2.732 | 48  |                   |
| 11. | Breogán Universidade      | 34 | 13 | 21 | 2.669 | 2.722 | 47  |                   |
| 12. | Caja San Fernando         | 34 | 13 | 21 | 2.605 | 2.642 | 47  |                   |
| 13. | Canarias Telecom          | 34 | 12 | 22 | 2.591 | 2.808 | 46  |                   |
| 14. | Joventut Badalona         | 34 | 11 | 23 | 2.692 | 2.820 | 45  |                   |
| 15. | Gijón Baloncesto          | 34 | 11 | 23 | 2.643 | 2.823 | 45  |                   |
| 16. | Cantabria Lobos           | 34 | 10 | 24 | 2.484 | 2.894 | 44  |                   |
| 17. | Proaguas Costablanca      | 34 | 9  | 25 | 2.554 | 2.846 | 43  | retrocesse in LEB |
| 18. | Club Ourense Baloncesto   | 34 | 9  | 25 | 2.630 | 2.869 | 43  | retrocesse in LEB |

## Playoff
|  | Quarti di finale | Quarti di finale | Quarti di finale |             |                | Semifinali  | Semifinali | Semifinali |  |  | Finali | Finali     | Finali |
|  |                  |                  |                  |             |                |             |            |            |  |  |        |            |        |
|  | 1.               | Barcellona       | 3                |             |                |             |            |            |  |  |        |            |        |
|  | 8.               | Valladolid       | 0                |             |                |             |            |            |  |  |        |            |        |
|  | 8.               | Valladolid       | 0                |             | 1.             | Barcellona  | 3          |            |  |  |        |            |        |
|  |                  |                  |                  |             | 1.             | Barcellona  | 3          |            |  |  |        |            |        |
|  |                  | 4.               | Málaga           | 0           |                |             |            |            |  |  |        |            |        |
|  | 4.               | 4.               | Málaga           | 0           | Málaga         | 3           |            |            |  |  |        |            |        |
|  | 4.               |                  |                  |             | Málaga         | 3           |            |            |  |  |        |            |        |
|  | 5.               | Valencia         | 1                |             |                |             |            |            |  |  |        |            |        |
|  |                  |                  |                  |             |                |             |            |            |  |  | 1.     | Barcellona | 3      |
|  |                  |                  | 2.               | Real Madrid | 0              |             |            |            |  |  |        |            |        |
|  | 2.               | Real Madrid      | 3                |             |                |             |            |            |  |  |        |            |        |
|  | 7.               | Fuenlabrada      | 0                |             |                |             |            |            |  |  |        |            |        |
|  | 7.               | Fuenlabrada      | 0                |             | 2.             | Real Madrid | 3          |            |  |  |        |            |        |
|  |                  |                  |                  |             | 2.             | Real Madrid | 3          |            |  |  |        |            |        |
|  |                  | 3.               | Saski Baskonia   | 2           |                |             |            |            |  |  |        |            |        |
|  | 3.               | 3.               | Saski Baskonia   | 2           | Saski Baskonia | 3           |            |            |  |  |        |            |        |
|  | 3.               |                  |                  |             | Saski Baskonia | 3           |            |            |  |  |        |            |        |
|  | 6.               | Estudiantes      | 1                |             |                |             |            |            |  |  |        |            |        |

| Liga ACB 2000-2001    |
| --------------------- |
| Barcellona 12º titolo |

## Formazione vincitrice
| N° | Naz.                   | Ruolo | Sportivo             |  | Alt. |  |
| -- | ---------------------- | ----- | -------------------- |  | ---- |  |
| 5  | Spagna (bandiera)      | P     | Nacho Rodríguez      |  | 186  |  |
| 5  | Spagna (bandiera)      | P     | Xavier Puyada        |  | 186  |  |
| 6  | Spagna (bandiera)      | AP    | César Bravo          |  | 200  |  |
| 7  | Spagna (bandiera)      | AP    | Rodrigo de la Fuente |  | 200  |  |
| 7  | Spagna (bandiera)      | C     | Miguel Beltrán       |  |      |  |
| 8  | Jugoslavia (bandiera)  | C     | Zoran Savić          |  | 206  |  |
| 9  | Paesi Bassi (bandiera) | C     | Francisco Elson      |  | 213  |  |
| 10 | Francia (bandiera)     | AP    | Alain Digbeu         |  | 198  |  |
| 11 | Spagna (bandiera)      | G     | Juan Carlos Navarro  |  | 192  |  |
| 12 | Spagna (bandiera)      | C     | Roberto Dueñas       |  | 221  |  |
| 13 | Lituania (bandiera)    | P     | Šarūnas Jasikevičius |  | 193  |  |
| 14 | Grecia (bandiera)      | C     | Euthymīs Rentzias    |  | 211  |  |
| 16 | Spagna (bandiera)      | AC    | Pau Gasol            |  | 213  |  |
| 19 | Lituania (bandiera)    | AP    | Artūras Karnišovas   |  | 204  |  |
|    | Spagna (bandiera)      | All.  | Aíto García Reneses  |  |      |  |

## Premi e riconoscimenti
- Liga ACB MVP:  Lou Roe, Gijón Baloncesto
- Liga ACB MVP finali:  Pau Gasol, FC Barcelona